# バックアップメディア
株式会社バックアップメディア（英称：BACK-UP MEDIA）は、日本のテレビ番組制作プロダクションである。主に吉本興業が制作協力をする番組を手掛けている。

## 所在地・代表者
- 東京都港区三田1-3-33　三田ネクサスビル6F
- 代表取締役社長 : 旭奈博之

## 所属スタッフ

### プロデューサー
- 今滝陽介
- 泉亜希子
- 小紫弘三

### ディレクター
- 加藤伸一
- 川田忠仁
- 扇山篤司
- 田川裕也
- 佐久間俊輔
- 玉城良浩
- 宇都宮伊織
- 中谷航
- 泉貴晶
- 田崎雅史
- 濱﨑秀徳
- 渡辺均
- 近藤雄斗

## 現在の制作番組

### テレビ番組
●→スタッフ協力番組
レギュラー番組
- ダウンタウンのガキの使いやあらへんで!!（日本テレビ、NNS系列全国ネット　1989年10月 -）●
- ダウンタウンDX（読売テレビ、NNS系列全国ネット　2001年10月 -）●
- 発見!仰天!!プレミアもん!!! 土曜はダメよ!（読売テレビ、NNS系列ほか一部ネット　2003年9月 -）●
- なるみ・岡村の過ぎるTV（ABC、ANN系列ほか一部ネット　2013年10月 -）
- ほっとするわ（関西テレビ、関西ローカル　2014年1月 -）
- 水曜日のダウンタウン（TBS、JNN系列全国ネット　2014年4月 -）
- ちゃちゃ入れマンデー（関西テレビ、独立局一部ネット　2014年4月 -）●
- おはスタ 水・木曜担当（テレビ東京、TXN系列全国ネット　2016年4月 -）
- おかべろ（関西テレビ、FNS系列ほか一部ネット　2016年11月 -）
- 千原ジュニアの座王（関西テレビ、FNS系列ほか一部ネット　2018年4月 -）●
- 今ちゃんの「実は…」（ABC、ANN系列ほか一部ネット　2019年6月 -）●
- やすとものいたって真剣です（ABC、ANN系列ほか一部ネット　2020年4月 -）●
- かまいたちの机上の空論城（関西テレビ、FNS系列ほか一部ネット　2020年5月 - ）●
- 東野・岡村の旅猿 プライベートでごめんなさい…シーズン18（日本テレビ、NNS系列全国ネット　2020年10月 - ）
- 千鳥のクセがスゴいネタGP（フジテレビ、FNS系列全国ネット　2020年10月 -）

単発・特別番組
- やりすぎ都市伝説（テレビ東京、TXN系列全国ネット　2012年4月 - ）

### ネット動画配信
レギュラー番組
- 夕方NMB48＋（2019年12月 -）